# Крюгер (місячний кратер)
Кра́тер Крю́гер (лат. Crüger) — великий метеоритний кратер у південно-західній частині видимого боку Місяця. Назву присвоєно на честь німецького математика і астронома Петера Крюгера (1580—1639) й затверджена Міжнародним астрономічним союзом у 1935 році. Утворення кратера відбулось у ранньоімбрійському періоді.

## Опис кратера

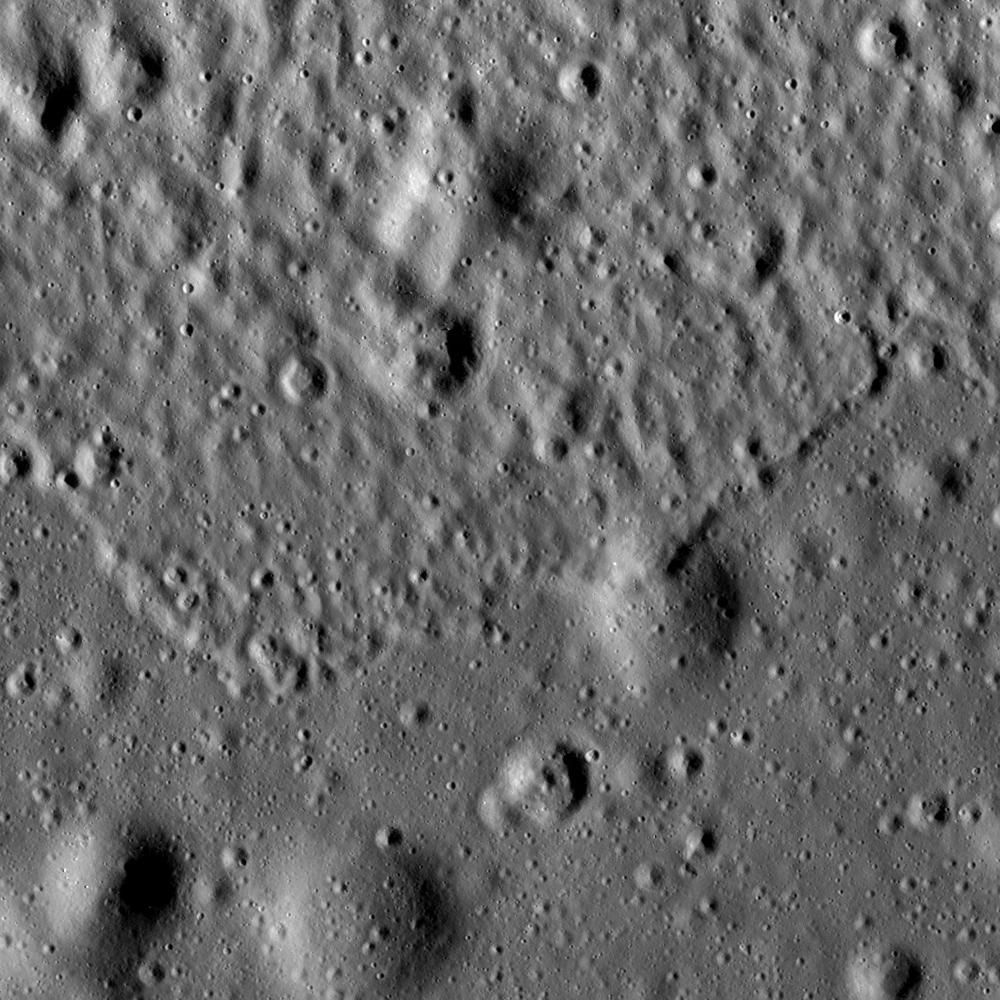
Ділянка західної частини чаші кратера Крюгер. Світлина зонда Lunar Reconnaissance Orbiter, ширина охоплення зображенням близько 1670 м. Місцевість пересічена вторинними кратерами має чітку межу на півдні, ймовірно утворену падінням щільно сконцентрованої маси порід викинутої при імпакті

Найближчими сусідами кратера Крюгер є кратер Рокка на північному заході; кратер Сірсаліс на північному сході; кратер Де Віко на сході південному сході і кратер Дарвін на півдні південному заході. На захід від кратера Крюгер знаходяться гори Кордильєри; на північному сході Озеро Літа; на північний схід розташований Океан Бур; на південному сході Борозни Сірсаліса; на півдні Борозни Дарвіна. Селенографічні координати центра кратера 16°41′ пд. ш. 66°58′ зх. д. / 16.68° пд. ш. 66.96° зх. д., діаметр 45,9 км, глибина 0,53 км.
Кратер Крюгер має полігональну форму і затоплений темною базальтовою лавою, чаша кратера характеризується одним із найнижчих на поверхні Місяця альбедо. Над поверхнею лави виступає низький вузький вал з чітко окресленою гострою крайкою. Дно чаші кратера не має примітних структур окрім маленького кратера, розташованого дещо північніше від центра. У чаші кратера знаходяться чотири зони пірокластичних відкладів площею 5, 50, 120 і 760 км².

## Сателітні кратери
| Крюгер | Координати                                                | Діаметр, км |
| ------ | --------------------------------------------------------- | ----------- |
| A      | 16°01′ пд. ш. 62°51′ зх. д. / 16.01° пд. ш. 62.85° зх. д. | 24,9        |
| B      | 17°12′ пд. ш. 71°47′ зх. д. / 17.2° пд. ш. 71.78° зх. д.  | 13,0        |
| C      | 16°51′ пд. ш. 62°02′ зх. д. / 16.85° пд. ш. 62.03° зх. д. | 12,1        |
| D      | 15°20′ пд. ш. 64°39′ зх. д. / 15.33° пд. ш. 64.65° зх. д. | 12,5        |
| E      | 17°32′ пд. ш. 65°20′ зх. д. / 17.53° пд. ш. 65.34° зх. д. | 14,9        |
| F      | 14°11′ пд. ш. 64°28′ зх. д. / 14.18° пд. ш. 64.47° зх. д. | 8,5         |
| G      | 17°53′ пд. ш. 68°04′ зх. д. / 17.89° пд. ш. 68.07° зх. д. | 7,9         |
| H      | 18°01′ пд. ш. 65°21′ зх. д. / 18.01° пд. ш. 65.35° зх. д. | 6,9         |

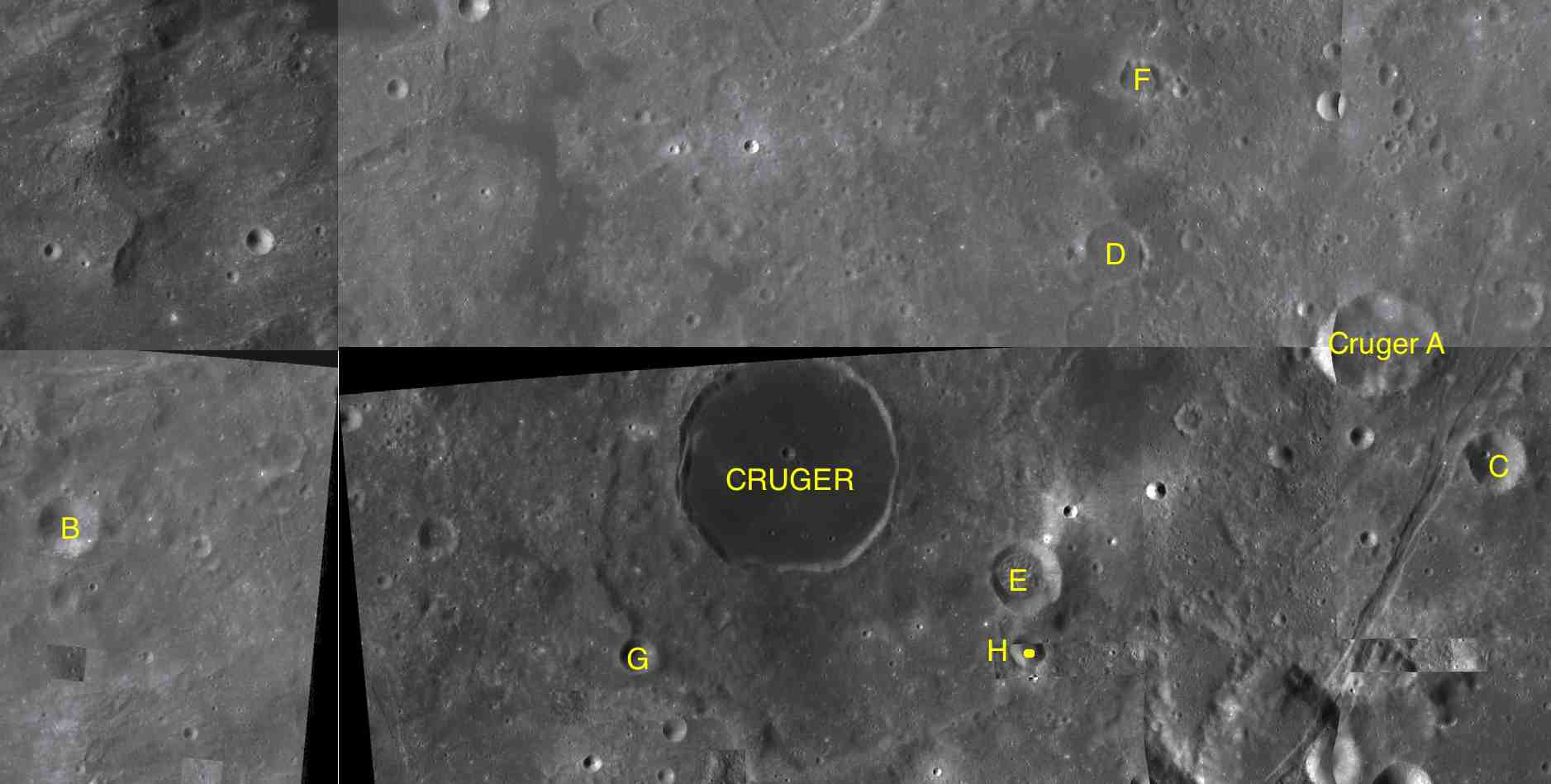
Фрагменти мап LAC-73, LAC-74, LAC-91, LAC-92.

- Сателітний кратер Крюгер G оголив анортозитові породи у товщі порід, викинутих при утворенні Моря Східного[5].